# Контрада Парадизи (Лече)
Контрада Парадизи (итал. Contrada Paradisi) је насеље у Италији у округу Лече, региону Апулија.
Према процени из 2011. у насељу је живело 26 становника. Насеље се налази на надморској висини од 56 м.